# Giuseppe Petrilli
Giuseppe Petrilli (Napoli, 24 marzo 1913 – Roma, 13 maggio 1999) è stato un politico, politologo ed economista italiano, noto soprattutto per avere ricoperto le cariche di Commissario europeo agli Affari Sociali (1958-1960) e poi di presidente dell’IRI per quasi vent’anni (1960-1979).
Laureato in Matematica ed in Statistica, iniziò la sua carriera in ambito universitario, per poi passare alla presidenza dell'Inam. Politicamente vicino ad Amintore Fanfani, nel 1958 fu il primo italiano a ricoprire la carica di Commissario europeo, nella Commissione Hallstein I. Nel 1960 fu richiamato in Italia prima della fine del suo mandato per ricoprire l'incarico di presidente dell'IRI.

## Biografia

### La presidenza dell'IRI
Petrilli fu presidente dell'IRI per quasi vent'anni, dal 1960 al 1979, attraversando sia il periodo del “miracolo economico” che quello della crisi. Negli anni '60 l'IRI era indicato come modello positivo di intervento dello stato in economia; nel 1967 Petrilli pubblicò un libro intitolato Lo Stato imprenditore: validità ed attualità di una formula, in cui veniva esaltato il ruolo dell'IRI nell'economia italiana, e che fu tradotto in diverse lingue. Negli anni '70, con la recessione, la funzione dell'IRI cominciò ad essere messa in discussione, ma Petrilli rimase presidente. La sua gestione fu criticata per la tendenza ad accentrare i poteri di gestione su di sé e su pochi dirigenti a lui fedeli (che vennero soprannominati “gli alani di Petrilli”).
Notevole fu il suo scontro con il presidente dell'Alfa Romeo Giuseppe Luraghi, che finì per dimettersi dalla carica per sottrarsi alle pressioni ricevute per realizzare un terzo stabilimento Alfa in Irpinia, collegio elettorale dell'allora ministro dell'Industria Ciriaco De Mita. La sua immagine fu offuscata dall'emergere di alcuni scandali finanziari che coinvolgevano le società del gruppo e dai cattivi risultati di gestione. Nonostante ciò, Petrilli rimase presidente fino al 1979, quando divenne senatore eletto nelle liste della Democrazia Cristiana. Nel 1985 la procura di Milano avrebbe chiesto al Parlamento l'autorizzazione a procedere contro il senatore Petrilli per la costituzione di fondi neri, derivanti da somme sottratte alla disponibilità di alcune società controllate dall'IRI. Petrilli fu assolto per prescrizione dall'accusa di falso in bilancio.

### Petrilli europeista
Dopo l'esperienza come commissario europeo, Petrilli fu uno dei massimi esponenti italiani del Movimento Federalista Europeo, di cui fu presidente della sezione italiana tra il 1964 ed il 1985, per diventarne poi, tra il 1981 ed il 1985, presidente del Consiglio Internazionale.
Petrilli scrisse diversi saggi, soprattutto sull'IRI e sulla Comunità Europea, ma anche una biografia di Tommaso Moro (San Tommaso Moro, Aldo Martello Editore, 1972).